# Sancy-les-Meaux
Sancy-les-Meaux és un municipi francès del Cantó de Crécy-la-Chapelle (departament de Sena i Marne, regió d'Illa de França. L'any 2007 tenia 353 habitants.
Forma part del cantó de Serris, del districte de Meaux i de la Comunitat de comunes Pays Créçois.

## Demografia

### Població
El 2007 la població de fet de Sancy era de 353 persones. Hi havia 114 famílies, de les quals 14 eren unipersonals (7 homes vivint sols i 7 dones vivint soles), 26 parelles sense fills, 59 parelles amb fills i 15 famílies monoparentals amb fills.
La població ha evolucionat segons el següent gràfic:

### Habitatges
El 2007 hi havia 126 habitatges, 118 eren l'habitatge principal de la família, 6 eren segones residències i 2 estaven desocupats. 123 eren cases i 2 eren apartaments. Dels 118 habitatges principals, 110 estaven ocupats pels seus propietaris, 7 estaven llogats i ocupats pels llogaters i 1 estava cedit a títol gratuït; 3 tenien dues cambres, 8 en tenien tres, 28 en tenien quatre i 79 en tenien cinc o més. 109 habitatges disposaven pel capbaix d'una plaça de pàrquing. A 39 habitatges hi havia un automòbil i a 77 n'hi havia dos o més.

### Piràmide de població
La piràmide de població per edats i sexe el 2009 era:
| Homes | Edats   | Dones |
| ----- | ------- | ----- |
| 0     | 95 o +  | 0     |
| 4     | 90 a 94 | 0     |
| 0     | 85 a 89 | 0     |
| 4     | 80 a 84 | 0     |
| 4     | 75 a 79 | 4     |
| 0     | 70 a 74 | 4     |
| 8     | 65 a 69 | 8     |
| 4     | 60 a 64 | 4     |
| 24    | 55 a 59 | 4     |
| 8     | 50 a 54 | 12    |
| 8     | 45 a 49 | 12    |
| 12    | 40 a 44 | 16    |
| 8     | 35 a 39 | 8     |
| 12    | 30 a 34 | 4     |
| 8     | 25 a 29 | 8     |
| 4     | 20 a 24 | 0     |
| 16    | 15 a 19 | 16    |
| 16    | 10 a 14 | 16    |
| 4     | 5 a 9   | 20    |
| 12    | 0 a 4   | 4     |

## Economia
El 2007 la població en edat de treballar era de 237 persones, 179 eren actives i 58 eren inactives. De les 179 persones actives 172 estaven ocupades (90 homes i 82 dones) i 8 estaven aturades (2 homes i 6 dones). De les 58 persones inactives 19 estaven jubilades, 27 estaven estudiant i 12 estaven classificades com a «altres inactius».

### Ingressos
El 2009 a Sancy hi havia 125 unitats fiscals que integraven 385 persones, la mediana anual d'ingressos fiscals per persona era de 22.125 €.

### Activitats econòmiques
Dels 10 establiments que hi havia el 2007, 1 era d'una empresa de fabricació d'altres productes industrials, 3 d'empreses de construcció, 2 d'empreses de comerç i reparació d'automòbils, 1 d'una empresa d'hostatgeria i restauració, 2 d'empreses de serveis i 1 d'una entitat de l'administració pública.
Dels 2 establiments de servei als particulars que hi havia el 2009, 1 era un guixaire pintor i 1 electricista.
L'any 2000 a Sancy hi havia 3 explotacions agrícoles que ocupaven un total de 282 hectàrees.

## Equipaments sanitaris i escolars
El 2009 hi havia una escola elemental integrada dins d'un grup escolar amb les comunes properes formant una escola dispersa.

## Poblacions properes
El següent diagrama mostra les poblacions més properes.